# موزه چاه دریک
پارک موزهٔ چاه دریک موزه ای است که تولد صنعت نفت آمریکا در ۱۸۵۹ میلادی توسط «سرهنگ» ادوین دریک در امتداد سواحل اویل کریک در شهر چری تری، شهرستان ونانگو، پنسیلوانیا در ایالات متحده را تداعی می‌کند. این موزه آثار مرتبط را جمع‌آوری و نگهداری می‌کند. چاه دریک بازسازی شده اولین استفادهٔ عملی از تکنیک‌های حفاری نمک برای استخراج نفت از طریق یک چاه نفت را نشان می‌دهد. این موزه که یک مکان تاریخی است، در شهر چری تری، در ۳ مایلی (۴٫۸ کیلومتری) تیتوسویل در جادهٔ چاه دریک، واقع شده بین بزرگراه‌های شمارهٔ ۸ و ۲۷ پنسیلوانیا قرار گرفته‌است. این موزه توسط اتحادیه موزه‌های آمریکا به رسمیت شناخته شده‌است.

## مدیریت
پارک موزۀ چاه دریک توسط کمیسیون موزه و تاریخ پنسیلوانیا (PHMC) و شرکت همکاران چاه دریک اداره می شود. این مکان قبلا یک پارک ایالتی پنسیلوانیا بود، اما بعدا به PHMC انتقال یافت.